# Clytra quadripunctata
Espèce
Clytra quadripunctata, le clytre à petites taches ou clytre à quatre points, est une espèce d'insectes coléoptères de la famille des chrysomélidés.

## Espèce proche
Cette espèce est très voisine du clytre du (ou des saules) Clytra laeviuscula, mais Clytra quadripunctata a sur les élytres, des taches postérieures arrondies et plus réduites. Le critère principal permettant de distinguer les deux espèces se situe au centre du pronotum : il est régulièrement ponctué chez Clytra quadripunctata et non brillant, mais lisse et brillant chez Clytra laeviuscula.

## Biologie
Les adultes se nourrissent aussi principalement de feuilles de saules. (Le nom vernaculaire Clytre du ou (des saules) attribué à C. laeviuscula peut donc prêter à confusion).
D'après M. Chinery, Clytra quadripunctata vit près de fourmis des bois (genre Formica). Les larves se développent dans les nids de ces fourmis.